# Isometrische Kontraktion
Eine isometrische Kontraktion oder isometrische Muskelkontraktion ergibt sich, wenn ein Muskel ausschließlich eine Spannungsänderung durchführt, jedoch keine Längenänderung (isometrisch, von Griechisch „gleiches Maß, gleiche Länge“, Kontraktion, hier:  „Anspannung“).
Im Gegensatz zu einer isotonischen Kontraktion erfolgt bei einer isometrischen Kontraktion kein Nachgreifen (Kraftschlag) des Myosinköpfchens am Aktin-Filament (siehe Filamentgleittheorie). Da fast alle Myosinköpfchen gleichzeitig am Filament anbinden können, können größere Kräfte erzeugt werden, als bei der isotonischen Kontraktion. Andererseits erfolgt bei der isometrischen Kontraktion kein ständiger Wechsel zwischen Anspannung und Erschlaffung. Die dadurch bei der isotonischen Kontraktion entstehende Pumpwirkung im Muskel unterstützt den notwendigen Stoffwechsel und sorgt für eine größere Ausdauer. Sie fehlt bei der isometrischen Kontraktion. Deswegen ermüden Muskeln unter isometrischer Kontraktion schneller als unter isotonischer (siehe Isometrisches Training).
So leistet beispielsweise die Kaumuskulatur beim Zähne Zusammenbeißen keine Arbeit im physikalischen Sinn, ermüdet aber trotzdem schnell. Eine isometrische Kontraktion ist auch das Halten eines Gewichtes, beispielsweise der Versuch, ein Klavier zu heben. Dabei verkürzt sich der betreffende Muskel nicht, sondern ändert nur seine Spannung. Insbesondere wird auch die Einnahme einer Körperhaltung möglich. Dabei übt der gesamte Stütz- und Bewegungsapparat Halteaufgaben aus.

## Übungen und Training
Isometrische Übungen dienen beim Krafttraining zur Erweiterung des Übungsspektrums; sie lassen sich auch gut ohne spezielle Geräte, sogar ohne Gewichte, durchführen.
Bei der Isometrie muss grundsätzlich zwischen einer isometrischen Kontraktion und isometrischem Training differenziert werden. Eine isometrische Kontraktion liegt dann bereits vor, wenn eine Muskelkontraktion ohne Bewegung erfolgt. Um durch eine derartige Kontraktion einen Trainingseffekt zu erzielen, ist ein Erreichen der maximalen isometrischen Kontraktionskraft erforderlich. Dies wiederum setzt eine Kontraktionszeit von mindestens sieben Sekunden voraus. 
Übungen, die lediglich eine statische Muskelkontraktion ohne maximalen Kraftaufwand zum Ziel haben, können beispielsweise im Rahmen der Rekonvaleszenz nach Verletzungen zu einer Wiedererlangung oder Verbesserung der muskulären Kontrolle beitragen, führen aber nicht zu einer Verbesserung der isometrischen Maximalkraft.
Die maximale isometrische Kontraktion lässt sich an einem heftigen Zittern der an der Kontraktion beteiligten Muskulatur erkennen. Dies kann man sehr anschaulich in einem Selbstversuch überprüfen. Man beugt hierzu den rechten Arm im Ellenbogengelenk bis 90° und dreht die rechte Hand mit der Innenfläche zur rechten Schulter. Nun legt man die linke Hand in die rechte, Handinnenflächen gegeneinander. Nun versucht man, die rechte Hand mit maximaler Kraft zur rechten Schulter zu ziehen, wobei man dies mit der linken Hand mit maximaler Kraft zu verhindern sucht. Augenblicklich sollte sich ein starkes Zittern beider Arme bemerkbar machen, wobei im rechten Arm der Bizeps, im linken der Trizeps überwiegend zum Einsatz kommt. 
Man wiederholt nun die gleiche Übung, indem man versucht, mit der rechten Hand in möglichst gleicher Armhaltung gegen einen hierfür geeigneten, starren Widerstand (beispielsweise die Unterkante einer nicht beweglich gelagerten Lehne eines Stuhles, auf dem man selbst rittlings mit dem ganzen Körpergewicht sitzt) anzuspannen. Man stellt hierbei fest, dass die erreichte Kontraktionskraft geringer, das muskuläre Zittern also weniger stark ausgeprägt zu beobachten ist. Die geringere Intensität der Kontraktion lässt sich eindrucksvoll per EMG veranschaulichen. Eine mögliche Erklärung hierfür könnte sein, dass die sensorische Wahrnehmung dem Nervensystem die Information zukommen lässt, dass eine weitere Kraftanstrengung sinnlos ist, da diese ohnehin zu keinerlei Bewegung der zu überwindenden Stuhllehne führen würde. Im Gegensatz hierzu kann man durch eine geringfügige Modifikation der gleichen Übung wiederum eine isometrische Maximalkontraktion erzielen. Man legt hierzu einfach zwischen die rechte Hand und die Stuhllehne ein festelastisches Polstermaterial und wiederholt die gleiche Übung. Ist das Polstermaterial derartig fest, dass man es zwar verformen, nicht aber bis an seine Elastizitätsgrenze komprimieren kann, wird man wieder eine der Kontraktion gegen die linke Hand vergleichbare Kraft und ein entsprechend ausgeprägtes Zittern der Muskulatur wahrnehmen.